# Steve Millen
Steve Millen (Auckland, 17 februari 1953) is een Nieuw-Zeelands voormalig autocoureur en rallyrijder. Hij is tweevoudig kampioen in de IMSA GT. In 1994 won hij de 24 uur van Daytona en de 12 uur van Sebring. Zijn broer Rod Millen is eveneens autocoureur.

## Carrière
Millen begon zijn autosportcarrière in het heuvelklimmen in 1969. Vervolgens stapte hij over naar de Formule Ford. Halverwege de jaren '70 ging hij in rally's rijden. Begin jaren '80 stapte hij over naar het off-road racing en nam hij deel aan het stadionkampioenschap van de Mickey Thompson Entertainment Group. In 1986, 1988 en 1989 won hij de Mickey Thompson Off-Road Grand Prix Grand National Sports Truck Championships. Daarnaast keerde hij in 1986 ook terug naar het circuitracen; hij won twee races in het eerste seizoen van de American Racing Series (ARS) op de Phoenix International Raceway en de Mid-Ohio Sports Car Course. Verder nam hij dat jaar ook deel aan de rally van de Verenigde Staten, de seizoensafsluiter van het wereldkampioenschap rally, voor het Toyota Team Europe. In 1987 reed hij het hele seizoen in de ARS voor Hemelgarn Racing, waarin hij met drie podiumplaatsen zesde werd.
In 1990 stapte Millen over naar de IMSA GT. Ook werd hij dat jaar uitgeroepen tot beste rookie van het jaar tijdens de 24 uur van Le Mans. In de IMSA GT won hij in zijn eerste seizoen drie races en behaalde hij vijf pole positions. In 1991 nam hij voor Allan Moffat Racing deel aan de Bathurst 1000 als co-coureur van Gary Brabham in een Ford Sierra RS500, maar hierin kwam hij niet aan de finish. In 1992 werd hij kampioen in de GTS-klasse van de IMSA GT in een Nissan 300ZX. In 1993 behaalde hij de overwinning in zijn klasse in de 12 uur van Sebring en eindigde hij in de eerste vier races telkens in de top vijf, voordat hij als gevolg van een blessure die hij opliep op Watkins Glen International het seizoen niet af kon maken.
In 1994 keerde Millen terug in de IMSA GT en werd hij wederom kampioen in de GTS-klasse. Ook behaalde hij de algehele overwinning in de 24 uur van Daytona, die hij deelde met Paul Gentilozzi, Scott Pruett en Butch Leitzinger, en in de 12 uur van Sebring met Johnny O'Connell en John Morton. In 1995 won hij opnieuw in zijn klasse in Sebring. Dat jaar werd hij uitgenodigd om deel te nemen aan de International Race of Champions. Hij stond aan de leiding van de GTS-klasse van de IMSA GT, voordat hij een zware crash meemaakte op Road Atlanta. Hierdoor moest hij zijn carrière als professioneel coureur beëindigen. In de geschiedenis van deze klasse behaalde hij de meeste overwinningen en de meeste pole positions, respectievelijk 20 en 23.
Na zijn actieve carrière behaalde Millen nog enkele overwinningen in minder belangrijke races. Ook was hij als stuntcoureur lid van de Screen Actors Guild. Daarnaast richtte hij al in 1986 het bedrijf Stillen op, dat onderdelen voor sportwagens maakt, met name voor auto's van Nissan. Ook heeft hij raceauto's voor heuvelklimraces ontworpen.